# Křižovatka
Křižovatka är en ort i Tjeckien.   Den ligger i regionen Karlovy Vary, i den västra delen av landet, 140 km väster om huvudstaden Prag. Křižovatka ligger 472 meter över havet och antalet invånare är 278.
Terrängen runt Křižovatka är platt åt sydväst, men åt nordost är den kuperad. Runt Křižovatka är det glesbefolkat, med 19 invånare per kvadratkilometer. Närmaste större samhälle är Cheb, 12,8 km söder om Křižovatka. Trakten runt Křižovatka består till största delen av jordbruksmark.